# Kilchoanita
La kilchoanita és un mineral de la classe dels silicats. Rep el nom de la localitat de Kilchoan (Escòcia), la seva localitat tipus.

## Característiques
La kilchoanita és un silicat de fórmula química Ca₆(SiO₄)(Si₃O10). Cristal·litza en el sistema ortoròmbic.
Segons la classificació de Nickel-Strunz, la kilchoanita pertany a «09.BJ: Estructures de sorosilicats amb anions Si₃O10, Si₄O11, etc.; cations en coordinació octaèdrica [6] i major coordinació» juntament amb els següents minerals: orientita, rosenhahnita, trabzonita, thalenita-(Y), fluorthalenita-(Y), tiragal·loïta, medaïta, ruizita, ardennita-(As), ardennita-(V), kornerupina, prismatina, zunyita, hubeïta i cassagnaïta.

## Formació i jaciments
Va ser descoberta a la localitat de Kilchoan, a Northwest Highlands, Escòcia (Regne Unit). També ha estat descrita a els Estats Units, Itàlia, Polònia, Romania, Israel, Rússia, el Japó i Nova Zelanda.